# マーチ・フォー・ジーザス
マーチ・フォー・ジーザス（March for Jesus）は、クリスチャンが町々を行進する、毎年行われる超教派のイベント。
マーチ・フォー・ジーザスは1987年にロンドンで始まった。これは、ジェラルド・コーティズに指導によるパイオニア(Pioneer)と、ロジャー・フォスターの指導によるイチサス(Ichthus)とリン・グリーンによるYouth with a missionの三つのグループの友好関係により発足した。グラハム・ケンドリックをワーシップ・リーダーとして、次の三年間で英国、ヨーロッパ、北アメリカ、最終的には世界を超えて広がった。この覚醒の中で、数百の小規模のマーチが起こった。
1994年に最初のグローバル・マーチ・フォー・ジーザスがすべての時間帯を多い、170カ国の1000万のクリスチャンを合同して行われた。最後のグローバル・マーチ・フォー・ジーザスの2000年6月10日までに、総計6000万の180カ国のクリスチャンがイエスのために歩いた。
しかしながら、2000年のマーチの組織解散の後で、マーチ・フォー・ジーザスは、様々な指導によって、多くの国々で継続されている。アメリカ合衆国では、ジーザス・ディはイエスの名前の下に数千の人々が集まり祈り行進する日である。

## 日本でのマーチ
日本では小坂忠がディレクターを、1993年から2000年までつとめた。